# Anselmo Silveira da Silva
Anselmo Silveira da Silva (Calheta de Nesquim, Lajes do Pico, 1833 - 1912) vulgarmente denominado “Capitão Anselmo” foi uma importante figura ligada à caça à baleia na ilha do Pico e em vários locais da costa atlântica dos Estados Unidos, para onde partiu em 1851, como na altura se fazia, “de salto”, isto é fugiu à socapa das autoridades num navio baleeiro.

## Biografia
Inicialmente com o cargo de marinheiro, com cujo salário pagou a passagem, passou a remador. Algum tempo depois passou a trancador de baleia. Depois de algum tempo na actividade subiu ao estatuto de oficial, depois a piloto do navio e dali a capitão.
Exerceu a sua actividade em vários oceanos, estendendo-se do Oceano Atlântico ao Oceano Índico passando pelo Oceano Pacífico, pelo Ártico, e Antártico. Caçou baleias nas costas da Gronelândia, no Estreito de Bering e no Alasca.
Foi casado por duas vezes, do primeiro casamento teve três filhos, dois homens e uma mulher e do segundo com Mariana Dias teve um homem e uma mulher.
Após bastantes anos na actividade da baleeação voltou à ilha do Pico onde foi o fundador da primeira armação baleeira da ilha do Pico. Esta fundação foi efectuada na sua terra natal, a freguesia da Calheta de Nesquim, juntamente com Samuel Dabney e George Oliver, da Família Dabney, uma família americana estabelecida na ilha do Faial com origem num cônsul dos Estados Unidos na ilha.
O registo da escritura desta armação baleeira foi lavrado na cidade da Horta, na ilha do Faial no dia 28 de Abril de 1876. Neste documento ficou estipulado o modo de operar, que dizia o seguinte: “bote arriaria é apoiado do por um barco de pesca e deduzidas as despesas, o produto líquido da safra é partido ao meio, uma metade para os armadores e outra metade para as companhas. A parte das campanhas é dividida em 43 quinhões: 18 para o oficial, 6 para o trancador, 3 para cada remador e sete para o barco de apoio”.
Deu ordem de construção para três botes baleiros a que deu o nome de Democrata, Pátria e Calhetense. A vigia da baleia era efectuada no local denominado Mourricão, local alto na encosta e a alguma distância do povoado. Os vigias eram os próprios  baleeiros que se refaziam ao dia na vigia.
Como sinal de baleia à vista era utilizado uma bandeira hasteada num mastro (contrariado o costumado sinal sonoro baseado em foguetes) de forma a que todas as pessoas a pudessem ver à distância. Isto obrigava a população a andar sempre de olho no local da vigia de forma a não perder a baleia.
Logo que uma baleia era avistada os baleeiros apressavam a correr para o porto, seguidos por quase todos os habitantes da freguesia que podiam andar que procuravam assistir ao acontecimento. O bote era arriado pelo varadouro em direcção ao mar, sendo apoiado lateralmente pelos homens deforma a ser amparado.
Assim que estava na água os homens entravam e os remadores davam início à sua função remando os mais rápido que podiam não lhes fosse a baleia fugir.
Com o Capitão Anselmo à popa de esparrela na mão não abandonavam o porto antes de se voltarem para a Igreja de Santa Filomena a fazer a promessa de um barril de azeite de baleia à imagem se os Céus lhe deparassem baleia a salvamento.
Corria o ano de 1983 a Junta de Freguesia da Calheta de Nesquim, debaixo da presidência de Serafino Silva Azevedo, mandou fazer um busto em sua memória que foi colocado no adro da igreja. No ano 2008 este memorial foi, a mando do presidente da junto de freguesia na altura, Mário Manuel da Silveira Ferreira, embelezado com pedra serrada e iluminado.
Também na casa onde nasceu o Capitão Anselmo Silveira da Silva foi colocada no dia 27 de Dezembro de 1983, uma placa comemorativa por altura dos 150 anos do seu nascimento. O seu nome foi dado ao Terreiro da localidade que passou a denominar-se: Largo do Capitão Anselmo.